# César Torrès
César Torrès, né le 24 mars 1934 à Recques (Pérou), est un acteur français, actif des années 1960 aux années 2000.

## Biographie
Il a travaillé pour le cinéma et pour la télévision : Élan blanc en 1961, Les Chevaliers du ciel en 1968, Gorri le diable en 1968, Thibaud en 1969, Schulmeister, espion de l'empereur en 1974, etc.
Sa fille Lisa Julie Rauen née en 1980 à Paris est actrice de théâtre à Berlin, Hambourg, Brême, Bielefeld...

## Filmographie
- 1960 : Du côté de l'enfer de Claude Barma (TV)
- 1963 : Blague dans le coin de Maurice Labro : Le Tchèque
- 1964 : La Grande Frousse ou La Cité de l'indicible peur  de Jean-Pierre Mocky
- 1964 : Déclic et des claques (ou L'Esbrouffe) de Philippe Clair
- 1965 : Pleins Feux sur Stanislas de Jean-Charles Dudrumet : Marco, l'homme de la chambre de l'hôtel du Sacré-cœur
- 1965 : Les Baratineurs de Francis Rigaud
- 1965 : Du rififi à Paname de Denys de La Patellière : Mahmous de Beyrouth
- 1966 : Le Voyage du père de Denys de La Patellière
- 1966 : La Nuit des généraux d'Anatole Litvak
- 1966 : Estouffade à la Caraïbe de Jacques Besnard : Miguel
- 1967 : Le Bal des voyous de Jean-Claude Dague
- 1968 : Sous le signe de Monte-Cristo d'André Hunebelle : Manolo, le tueur
- 1968 : Le Cerveau de Gérard Oury
- 1968 : La Voie lactée de Luis Buñuel
- 1968 : Le Guerillero et celui qui n'y croyait pas d'Antoine d'Ormesson : Le commandant Pérez
- 1969 : Ces messieurs de la gâchette de Raoul André : Un tueur chez Lombardi
- 1970 : Dossier prostitution de Jean-Claude Roy : Le dragueur du métro
- 1970 : Dernier Domicile connu de José Giovanni : L'homme à la grenade
- 1970 : Léa l'hiver (ou Meurtre à Ibiza) de Marc Monnet : Le commissaire Alvarez
- 1970 : La Brigade des maléfices de Claude Guillemot
- 1970 : Le viager de Pierre Tchernia : l'ouvrier avec une caisse à outil à l'hôpital
- 1971 : Faustine et le Bel Été de Nina Companeez : L'ami d'Haroun
- 1971 : La Goulve de Mario Mercier et Bepi Fontane : Constant
- 1973 : La Balançoire à minouche de Jean-Louis van Belle : L'amant de Martine Dutour
- 1973 : Les Confidences érotiques d'un lit trop accueillant de Michel Lemoine : Le garde du corps de Maurice
- 1974 : Je prends la chose du bon côté de Marc Ollivier
- 1974 : Le Pied ! de Pierre Unia
- 1976 : À l'ombre d'un été de Jean-Louis van Belle
- 1977 : Brigade call-girls de Jean-Claude Roy : Anderson